# 효고 스윙 스마일리스
효고 스윙 스마일리스(일본어: 兵庫スイングスマイリーズ, Hyogo Swing Smilyes)는 일본 여자 프로 야구 구단이다.